# Xolmis rubetra
Xolmis rubetra е вид птица от семейство Tyrannidae.

## Разпространение
Видът е разпространен в Аржентина.